# Borgagne
Borgagne is een plaats (frazione) in de Italiaanse gemeente Melendugno. In Borgange wonen 2076 inwoners (2001).
Borgange ligt in de streek Salento, op 4 kilometer van de Adriatische kust en 6 kilometer van de hoofdplaats Melendugno. 
De plaatsnaam is afkomstig van Borgo d'Agne. De oudste vermelding dateert uit 1314 toen de familie Stendardo bezittingen had in Borgange. De plaats had in het verleden ook een naam in het Griko, te weten Vrani.
Tussen de 7e en 10e eeuw leefde er in de regio een gemeenschap van Basilianen. De monniken waren verdreven uit zowel het Byzantijnse Rijk onder keizer Leo III, als uit de Afrikaanse en Siciliaanse gebieden die door moslims waren veroverd. Hun toevluchtsoord viel onder het klooster van San Nicola di Casole nabij Otranto. Restanten uit deze periode zijn enkele laura's: kloosters waar de monniken als kluizenaars woonden, zonder gemeenschappelijke voorzieningen afgezien van een kerkgebouw. Rondoms deze laura's ontstonden kleine nederzettingen, zoals Borgagne.
In 1464 werd Borgagne overgedragen aan Gaspare Petraroli. Zijn zoon Belisario bouwde in 1497 het kasteel.
Borgagne is onder andere bereikbaar via de Strada Statale 16 Adriatica. Het dichtstbijzijnde treinstation is in Zollino.